# Hepburn (Northumberland)
Hepburn – przysiółek w Anglii, w hrabstwie Northumberland. W 1951 roku civil parish liczyła 43 mieszkańców.